# كورياما (فوكوشيما)
مدينة كورياما (بالإنجليزية: Kōriyama) هي أحد المدن التابعة لمحافظة فوكوشيما. تأسست رسميًا في 01/09/1924. ويقدر عدد سكانها بـ 339395 نسمة حسب تقدير مكتب الإحصاء الياباني لعام 2012. تبلغ مساحة كورياما 757.06 كم2. بكثافة سكانية تبلغ 448 نسمة/كم2.

## المناخ
يظهر الجدول التالي التغييرات المناخية على مدار السنة لكورياما:
| البيانات المناخية لـكورياما            | البيانات المناخية لـكورياما | البيانات المناخية لـكورياما | البيانات المناخية لـكورياما | البيانات المناخية لـكورياما | البيانات المناخية لـكورياما | البيانات المناخية لـكورياما | البيانات المناخية لـكورياما | البيانات المناخية لـكورياما | البيانات المناخية لـكورياما | البيانات المناخية لـكورياما | البيانات المناخية لـكورياما | البيانات المناخية لـكورياما | البيانات المناخية لـكورياما |
| الشهر                                  | يناير                       | فبراير                      | مارس                        | أبريل                       | مايو                        | يونيو                       | يوليو                       | أغسطس                       | سبتمبر                      | أكتوبر                      | نوفمبر                      | ديسمبر                      | المعدل السنوي               |
| -------------------------------------- | --------------------------- | --------------------------- | --------------------------- | --------------------------- | --------------------------- | --------------------------- | --------------------------- | --------------------------- | --------------------------- | --------------------------- | --------------------------- | --------------------------- | --------------------------- |
| متوسط درجة الحرارة الكبرى °م (°ف)      | 4.4 (39.9)                  | 5.1 (41.2)                  | 8.8 (47.8)                  | 16.0 (60.8)                 | 21.1 (70.0)                 | 24.3 (75.7)                 | 27.5 (81.5)                 | 29.4 (84.9)                 | 24.7 (76.5)                 | 19.0 (66.2)                 | 13.1 (55.6)                 | 7.6 (45.7)                  | 16.8 (62.2)                 |
| متوسط درجة الحرارة الصغرى °م (°ف)      | −2.7 (27.1)                 | −2.4 (27.7)                 | −0.1 (31.8)                 | 4.9 (40.8)                  | 10.5 (50.9)                 | 15.3 (59.5)                 | 19.3 (66.7)                 | 20.6 (69.1)                 | 16.3 (61.3)                 | 9.7 (49.5)                  | 3.7 (38.7)                  | −0.4 (31.3)                 | 7.9 (46.2)                  |
| الهطول مم (إنش)                        | 37.4 (1.47)                 | 37.5 (1.48)                 | 70.3 (2.77)                 | 82.8 (3.26)                 | 99.8 (3.93)                 | 127.2 (5.01)                | 185.0 (7.28)                | 152.1 (5.99)                | 165.1 (6.50)                | 111.1 (4.37)                | 62.5 (2.46)                 | 32.6 (1.28)                 | 1٬163٫2 (45.80)             |
| المصدر: وكالة الأرصاد الجوية اليابانية |                             |                             |                             |                             |                             |                             |                             |                             |                             |                             |                             |                             |                             |

## أعلام
- كويتشي أزوما
- ميهو موراتا
- ياسومي أوميتسو
- آية ميكامي
- تاكيشي هوندا